# 新SD戦国伝 超機動大将軍
新SD戦国伝 超機動大将軍（しんエスディーせんごくでん　ちょうきどうだいしょうぐん）は、武者ガンダムシリーズの第7作である。漫画版のタイトルは『新武者ガンダム 超機動大将軍』。

## 概要
プラモデルBB戦士の組立説明書に掲載されている漫画『コミックワールド』と、『デラックスボンボン』および『コミックボンボン』での漫画連載（漫画：神田正宏）で展開された。
登場人物は主に『機動武闘伝Gガンダム』などのキャラクターや兵器がモデルになっている。『伝説の大将軍編』の登場人物の親族が多数登場。また、闘覇五人衆の真紅主・鷺主・冒流刀は、それぞれ『SDコマンド戦記』『騎士ガンダム』『ガンドランダー』といった他のSDガンダムシリーズとの関連性を窺わせる設定となっている。発売されたキットは「スーパーモード」への変形が組み込まれている。
本作の主人公と黒幕は肉親関係であり、武者頑駄無シリーズで唯一のお家騒動物語である。
【親世代】　妻　━━┳━━　轟天頑駄無　━━　魔星頑駄無

　　　　　　　　　　┃　　　　（兄）　　　　　（弟・超機動大将軍の黒幕）

　　　　　　　　　　┃

【子世代】　　姫天頑駄無━━┳━━　新世大将軍

　　　　　　　　（娘）　　　┃　　　（娘婿・地上最強編と伝説の大将軍編の主役）

　　　　　　　　　　　　　　┃

　　　　　　　　┏━━━━━┻━━━━━━━┓

【孫世代】　武者號斗丸　　　　　　　　　飛駆鳥大将軍　━━━━━━━━┳━━　紫苑頑駄無

　　　　　　（弟・超機動大将軍の主役）　（兄・七人の超将軍編の主役）　┃

　　　　　　　　　　　　　　　　　　　　　　　　　　　　　　　　　　　┃

　　　　  　 　 　　┏━━━━━━━━━━━━━━━━━━━━━━━━━┻━┓

【曾孫世代】　武威凰大将軍　　　　　　　　　　　　　　　　　　　　　　新凰頑駄無

　　　　　（兄・武神輝羅鋼編で登場）　 　　　　　　　　　　　　  （弟・武神輝羅鋼編で登場）

　　　　　　 　　　　　　　

## 登場人物
括弧内はモチーフとなった兵器・キャラクター。ただし、モチーフについて公式には発表されていないので諸説ある。

### 闘覇五人衆
武者號斗丸＜ムシャゴッドマル＞（ゴッドガンダム）
飛駆鳥大将軍の弟・舞威丸が、爆流頑駄無のもとで修行を積んで成長した姿。舞威丸時代とは逆に兄・飛駆鳥のような熱血漢になっている。
民衆に圧政を強い始めた兄に疑問を持ち、その謎の究明と解決のために動く。そのため、頑駄無軍からは「おたずねもの」として賞金をかけられ、狙われてしまう。友たちと旅を続けるうち、天鎧王に認められ天の神具を授かり輝龍達仲間と共に闘覇五人衆となる。機動天空城に乗り込み魔星との最終決戦に挑む。
必殺技は爆熱の陣形態から繰り出す熱火爆輪斬。天の神具により鳳炎水凰斬へと増力。
決戦後、行方不明となるが、後に『新SD戦国伝 機動武者大戦』、『SD頑駄無 武者○伝』にも登場。
武器
熱破刀/爆烈刀
BB戦士 No.141。鋼丸の一部のパーツを使って出来る目牙走機（メガライダー）を持てる他、天鎧王付属の天の神具、武零斗付属の角飾りとシール、羽荒斗付属の石破天驚剣など強化パーツが多い。また、『地上最強編』の最強破壊砲を装備することもできる。
超機動大将軍（ゴッドガンダム）
號斗丸が天帝の力が宿る天の鎧・機動天空城に乗り込んだ姿。
機動天空城は単体でも機動鋼人形態に変形し行動可能。心・技・体を極めた者が乗り込んでリアルタイプの姿になる。
BB戦士 No.153。
輝龍頑駄無＜キリュウガンダム＞（ドラゴンガンダム）
影舞乱夢の龍牙一族である蒼龍頑駄無の甥。かなりの実力の持ち主であるが暴れ者で自信過剰。そこを白龍大帝に指摘され意地になり、自らの実力を証明するため強い武者が大勢いるという天宮にやってきた。旅の途中に號斗丸に出会い決闘を申し込み、戦いの中で本当の強さとは何かということをおぼろげに理解し、成長することとなる。その後に號斗丸を「アニキ」と慕い、共に旅をし、俄雲乱土へ向かう（漫画版ではアニキと呼ばず、號斗丸と呼んでいる）。必殺技・超龍撃を放つ時には超龍の構えをとる。
天鎧王に認められ炎の神具を装備し闘覇五人衆の一員となる。終戦後は風林火山の鎧を継承し火炎の輝龍となった。
武器
旋風棍/双龍牙
BB戦士 No.143。鋼丸の爆炎龍砲（ファイヤードラゴン）、天鎧王付属の炎の神具を装備することができる。また『地上最強編』の天龍馬に搭乗させることができる。
武者真紅主＜ムシャマックス＞（ガンダムマックスター）
異国（後に『SDコマンド戦記』の舞台となるマゼラン大陸）からやってきた武者。天宮を救った伝説の英雄にあこがれて天宮へ渡来し、半ば強引に鉄斗羅頑駄無の弟子となる。大将軍を暗殺しようとしたとされるおたずねものの情報を得て、號斗丸と戦った。しかし、交戦中に頑駄無軍の卑怯な横槍が入り、それに激怒し號斗丸と共闘することとなる。台詞に英語が多く混じる。正義感の強い熱い性格である。必殺技・マグナムラッシュを放つ時にはギガクラッシュフォーメーションに変型する。
天鎧王に認められ龍の神具を装備し闘覇五人衆の一員となる。終戦後は風林火山の鎧を継承し疾風の真紅主となった。
武器
雷（いかづち）ブレード/ギガパルサー
BB戦士 No.144。鋼丸の最強大目牙爆星（グレートオメガバスター）、天鎧王付属の龍の神具を装備することができる。また『地上最強編』の光輝の盾に乗せることができる。
武者鷺主＜ムシャローズ＞（ガンダムローズ）
異国（スダドアカワールド）からやってきた武者。船旅の途中に遭難したところを頑駄無軍に助けられ、その恩義から頑駄無軍の武者として働く。しかし、次第に圧政を強いるようになった大将軍のやり方に疑問を持ち、頑駄無軍を裏切り、號斗丸の陣営につくこととなる。代々、騎士の家系で誇りを重んじる性格である。サポートメカのキャリバードは合体、変形することでボウガン型のボーキャリバー、聖剣型のウイングキャリバーとなる。必殺技・ウイングキャリバーファイナルスラッシュを放つ時にはマッハウイングフォームに変型する。
天鎧王に認められ隼の神具を装備し闘覇五人衆の一員となる。終戦後は風林火山の鎧を継承し密林の鷺主となった。
武器
ローズサーベル/朱麗牙
BB戦士 No.145。鋼丸のパーツを装備することで聖天馬形態（ペガサスモード）になる。また天鎧王付属の隼の神具、『SDガンダム外伝 機甲神伝説』のNo.117 エルガイヤーの剣を装備することができる。
武者冒流刀＜ムシャボルト＞（ボルトガンダム）
異国からやってきた武者。見聞を広げるため滅びた祖国から旅立ち、天宮にたどり着いた。烈帝城で行われていた御前試合に出場し優勝、大将軍から武者の称号を授かり頑駄無軍に所属することとなる。討伐隊の一員としておたずねものの號斗丸を追っていたが、頑駄無軍の卑怯なやり方に反感を覚え、俄雲乱土にて頑駄無軍に反旗を翻すこととなる。ボルトランダー流の使い手で、怪力の持ち主であるが物静かな性格で博学である。必殺技・ライトニングトルネードを放つ時にはボルトフュージョンに変型する。
天鎧王に認められ光の神具を装備し闘覇五人衆の一員となる。終戦後は風林火山の鎧を継承し巨山の冒流刀となった。
武器
極寒の牙/ライトニングアンカー/ライトニングブレイカー
BB戦士 No.146。鋼丸の爆空乱散破天（バックウランチャー）、天鎧王付属の光の神具を装備することができる。また、武者璽威武装の上に乗せることができる。
武者真紅主や武者鷺主と違い、出身地や戦国伝以外の世界との繋がりが当時公式から明言されておらず、近年ホビーシャパンから発売された『SDガンダムカタログ SDワールド編』でも出身地の記載は無い。しかし、デザインの各所にガンドランダー的な特徴を持つこと、ボルトランダー流という流派を扱うこと、未掲載コミックにてガンドランダー編集者の顔が1コマだけ登場していたこと、コミックボンボン1995年夏休み増刊号に掲載された『元祖SDガンダム』の4コマで「祖国は滅びた」と発言した際に、驚いた周囲が「らんだー！」と叫んでいること、BB戦士385番『騎士ユニコーンガンダム』付属のコミックワールドで、騎士ユニコーンが星勇士のいなくなったガンドランドに訪れた際、「ちょっと旅に出てきます」とどこかへ旅立つ冒流刀の姿が描かれていることなど、ガンドランド大陸出身であることがたびたび示唆されている。

### 天宮、その他
鉄機武者鋼丸＜テッキムシャ・ハガネマル＞（ΖII）
爆流頑駄無が機動武者大鋼を模して造り上げた人造武者。流派は機陣鉄剣流。自我を持ち感情を持つ。號斗丸とは爆流の元で共に修行した頃からの親友である。怒りが頂点に達すると巨大変形の「金剛鋼丸形態」に変形できるが、強力な力を制御できず、敵味方構わず攻撃する破壊の化身となってしまうため、怒らないよう努めている。大目牙閃光銃（オメガビームライフル）や名刀・鋼烈を手に戦う。高速移動形態「目牙守羽多（メガシューター）」へ変形可能。錆びてしまうので水が苦手。
大将軍の行動に疑問を持った號斗丸に協力し、共に頑駄無軍に立ち向かう。俄雲乱土にて天鎧王の放った不思議な光の力により、金剛鋼丸形態でも意識を保てるようになった。
コミックワールド版では、最終決戦にて號斗丸を庇い、天鎧王を救うことと天宮の未来を號斗丸に託し爆散する（しかしながら、天鎧王は皮肉にも『○伝』で號斗丸によって破壊されてしまった）。コミックボンボン版では飛駆鳥を助けるために捨て身の行動に出た鋼丸が飛駆鳥を庇い、天宮の未来を號斗丸に託しながら爆散する。
『超SD戦国伝 武神輝羅鋼編』に登場した鋼丸の兄弟機、鉄機武者爆進丸の説明書によると、爆散した鋼丸は爆流頑駄無により修理中とのこと。
武器
名刀・鋼烈/大目牙閃光銃＜オメガビームライフル＞/回転機関砲＜ガトリングキャノン＞
BB戦士 No.142。分解して闘覇五人衆用の武器となる。リアルタイプ等身（ほぼガンプラ1/144スケール相当）となる金剛鋼丸形態ももちろん再現。当時プラモデル化はおろかガレージキットなどの商品化も稀であったΖIIだったが、このようなかたちで初のリアル等身モデル商品化となった。
飛駆鳥大将軍＜ビクトリーダイショウグン＞（V2ガンダム）
前作の主人公。新世大将軍の跡を継ぎ、天宮を治めており、熱血漢な面は鳴りを潜め、大将軍らしく振舞う。
突如ならず者たちを手下にし、民に圧政を強いるようになるが、実は魔星大将軍がなり変わっており、本物は、もう1人の武零斗として活動していた。
武零斗頑駄無＜ブレードガンダム＞（ガンダムシュピーゲル）
天宮の忍者軍団・武零斗忍軍の頭領。正体は隠密副将軍の息子・彗月である。魔星に襲われた飛駆鳥大将軍を救い、陰ながら闘覇五人衆を助けるべく活動していた。新三烈神の一人。守護獣・影迦楼羅（シャドーガルーダ）と合体して明鏡の陣となる。
武器
武零刀/飛影剣
BB戦士 No.151。
武零斗頑駄無（飛駆鳥大将軍）（ガンダムシュピーゲル）
飛駆鳥が正体を隠すため、影武者として武零斗の鎧を装備した姿。新三烈神の一人。魔星の襲撃により石化の封印を受けそうになったが、武零斗の助けにより大将軍の鎧を変わり身にして脱出していた。陰ながら闘覇五人衆を助けるべく活動していた。守護獣・影迦楼羅（シャドーガルーダ）と合体して討魔の陣となる。
BB戦士 No.151。上記の彗月とのコンバーチブルキット。武者飛駆鳥の鋼鉄迦楼羅を装備することができる。
羽荒斗頑駄無＜バードガンダム＞（ウイングガンダム）
剣聖副将軍の息子。天空武人の使者久桜主（クロス）に師事し、天空武人の遣いとなった。魔星を「小悪党」呼ばわりし、覇道大将軍の攻撃をものともしないほどの力を持つ。だが天界の者は、直接地上に手を出せない掟があり、そのため天帝の使いとして闘覇五人衆を導いた。最終決戦にて機動天空城を召喚し、號斗丸に超機動大将軍を任せた。新三烈神の一人。飛行形態・飛翔神鳳形態へ変形する。
コミックワールド版では、（その立場からか）地上の武者を見下したような言動をとる。
武器
大鳳大刀
BB戦士 No.152。
彗心＜スイシン＞（ミナレットガンダム）
武零斗忍軍副官。半月刀を操る。
彗蓮＜スイレン＞（ライジングガンダム）
武零斗忍軍くノ一。弓の名手。
農鈴＜ノーベル＞（ノーベルガンダム）
赤流火穏の領主・頑駄無阿修羅王の娘。魔星が飛駆鳥を殺害したと思われる現場に遭遇したため、頑駄無軍から追われていた。頑駄無軍の武者に追いつかれ、襲われそうになっていたところをその場に居合わせた號斗丸と真紅主により救出される。
機動武神 天鎧王＜キドウブジン テンガイオウ＞（Ξガンダム + 天のゼオライマー + デビルガンダム）
俄雲乱土（ガウンランド）に存在する謎の石像。その正体は天空武人が残した伝説の機動武神。封印が解けた際、闘覇五人衆に伝説の神具を授け、鋼丸に新たな力を与えた。魔界と天宮を繋げようとする魔星の野望を食い止めるために闘覇五人衆と共に戦う。しかし、魔界の封印を保つために自らの体で魔界への穴を封印していたため、魔星軍団の猛攻撃を受け、そのダメージのためか魔星に体を乗っ取られてしまう。最終決戦の後に魔星の呪縛から解放され、魔界と天宮を繋ぐ穴に封印を施し、役目を終えた天鎧王は自らを再び石像として封印し、天宮の平和を見守り続けている。
巨大な顔の神顔形態、SDタイプの魔封形態、本来のリアルタイプという姿を持つ。
後に『武者○伝』にも登場。魔刃頑駄無に操られ、號斗丸（爆王頑駄無）によって破壊される。
モチーフとして基本にΞガンダムがモデルになっているが、ガンダムシリーズではない『冥王計画ゼオライマー』の天のゼオライマーのエッセンスも随所にパロディ的に盛り込まれている（Ξガンダム、天のゼオライマーは共に森木靖泰のデザインである）。
武器
雷激剣/地宝輪/輝道天鎧砲
BB戦士 No.147。五つの神具を闘覇五人衆に装備させることができる。

### 魔星軍団
魔星頑駄無＜マスターガンダム＞/魔星大将軍＜マスターダイショウグン＞（マスターガンダム）
轟天頑駄無の弟で、表向きは天宮の副将軍。兄のおかげで天宮に平和が戻ったと信じており、いつしか大将軍を恨むようになった。そして、闇に魂を売り渡して魔界の力を持って天宮を征服しようとした。飛駆鳥大将軍を石化し頑駄無軍団を掌握。その後は大将軍を装い圧政を行い、それを知った武者號斗丸を亡き者にせんと刺客を送りつける。
性格は冷静沈着、常に先手を打って行動する。反乱を起こしはしたが、普段は武人らしい振る舞いをしている。そのため彼を慕う武者も多く、闇の三羅将は魔界の者ながら忠誠を誓っている。しかし、一度マントを脱ぎ武者形態となると、邪悪の本性が現れる。妖刀闇風を振るう。
血縁上、飛駆鳥大将軍と武者號斗丸は叔祖父と又甥の間柄になる。
ボンボン版では、本来なら兄が大将軍となり自分が跡継になるはずだったと考え大将軍の血族を逆恨みした。また、武力をもって天宮を支配するという民想いな兄と対照的な思想を持ち、それを危険視した大将軍によって追放されたという経緯も語っており、號斗丸との一騎討ちの際、轟天頑駄無の考えを全面的に否定している。
合身羅将と合体してスーパーモード「闇獣装の陣」魔星大将軍となる。軽装タイプはクーロンガンダムがモチーフ。
必殺技「邪黒波動爆滅波」。両腕から発する気を増幅させて天剣絶刀に込め、敵を斬り裂く。相手は狼のような形の炎にその身を焼かれる。
號斗丸との戦いの後行方不明となるが、プレイステーション版「機動武者大戦」では、闇の呪縛から解放された本来の正々堂々とした姿を見ることができ、本編では以降の消息は不明。『ムシャ戦記 光の変幻編』漫画版では復活武者として登場する。
轟炎武威大将軍付属の漫画版では、憎悪の対象が新世大将軍の家系以外の歴代大将軍全体にまで膨らみ、初代頑駄無大将軍から武威凰大将軍までの歴代大将軍を鏡の世界へ幽閉。自らは轟炎王に化け武威凰以外の大将軍を全て打ち負かした（飛駆鳥大将軍には負けたが不意打ちした）。武威凰との決戦中に本物の轟炎王が乱入した為、正体を明かして三羅将や悪魅の大軍を召喚し応戦。全大将軍の戦術を知り尽くしていた為に優位に立つも、武威凰が轟炎王の鋼動甲冑と合体し轟炎武威大将軍になった事で形勢が逆転し敗れ去った。
武器
妖刀・闇風/天剣絶刀
覇道大将軍＜ハドウダイショウグン＞（マスターガンダム+デビルガンダム）
最終決戦にて天鎧王を乗っ取り融合した姿。
BB戦士 No.150。三羅将とセット。天鎧王と合体させることで覇道大将軍も再現可能。
羅将天国途＜ラショウ・ヘブンズ＞（ガンダムヘブンズソード）
三羅将の一人で「空羅将」。執念深い性格で狙った獲物は決して逃がさない。必殺技は「地獄撃」。空羅将形態から敵を刺し貫く。
羅将愚嵐怒＜ラショウ・グランド＞（グランドガンダム）
三羅将の一人で「獣羅将」。敵味方を構わず傍若無人に暴れまわる危険な男。必殺技は「雷光撃」。獣羅将形態から敵に突撃する。
羅将宇折堕＜ラショウ・ウォルター＞（ウォルターガンダム）
三羅将の一人で「海羅将」。三羅将随一の策士であり行動派。海中戦を得意とする。コミックボンボン版では超将軍らに取りついていた。必殺技は「震海撃」。海羅将形態から敵を飲み込む衝撃波を生み出す。
合身羅将風雲再起＜ガッシンラショウ・フウウンサイキ＞（風雲再起）
三羅将が合体した姿。天国途の速度、愚嵐怒の怪力、宇折堕の知力が融合した重戦馬。陸海空を自由に駆け抜け、魔星が騎乗する事で最大の力を発揮する。
武者熱呂宗＜ムシャネロス＞（ネロスガンダム）
武者熱呂宗隊隊長。銀色の鎖鎌と武志による人海戦術を駆使して戦う。コミックワールド版では號斗丸に返り討ちにされて冒流刀に泣きついたり序武留隊の無差別銃撃に巻き込まれるなど、短気かつ感情的ながらコミカルな一面を見せ、隠し武器に脚に毒刃を所持しているが本人は卑怯者を嫌うという武器とは矛盾した性質の持ち主だが、コミックボンボン版では勝つためには卑怯な手段も平気で使い、動けない相手を痛めつける事を好む粗暴な無頼漢となっている。
武者序武留＜ムシャジョンブル＞（ジョンブルガンダム）
武者序武留隊隊長。1対1の戦いを古いと考えており、目的達成のために手段を選ばない合理主義者。魔星の反乱を知った上で従っており、魔星と入れ替わったことを外に漏らさないよう、仲間も巻き添えにすることも厭わない。
武志＜ブッシ＞（ブッシ）
烈帝城の一般兵。大将軍の異変には気づいておらず、熱呂宗の命令のまま號斗丸らを攻撃してしまう。喋らない代わりに、各々が掲げている旗に現在の自身の気持ちが文字となって現れる。また、所持している提灯も銃としての機能も持つ。
野武志＜ノブッシ＞（ノブッシ）
烈帝城の一般兵。生真面目な性格のため序武留の命令には逆らえず、號斗丸らを攻撃してしまう。
武者毒蛇＜ムシャコブラ＞（コブラガンダム）
魔星が送り込んだ號斗丸討伐の刺客。大将軍に逆らう者は誰であろうと殺す事を専念しており、手を組んでいる真紅主をも殺そうとした。
武者曼陀羅＜ムシャマンダラ＞（マンダラガンダム）
魔星が送り込んだ號斗丸討伐の刺客。下半身の釣鐘から金属を錆びさせる音波を発生させる（ただし、生き物や植物には通用しない）。號斗丸と別行動を取った鋼丸たちを襲った。
下忍 悪魅＜ゲニン アーミー＞（デスアーミー）
魔星が召喚した闇の住人たち。
下忍 羽兵＜ゲニン バーディ＞（デスバーディ）
空中戦に特化した悪魅。
下忍 鮎尾＜ゲニン ネービー＞（デスネービー）
水中戦に特化した悪魅。

## 用語
闘覇五人衆
天鎧王から神具を授けられた五人の武者。號斗丸を除く四人は、後に風林火山の兜を受け継ぎ、風林火山四天王となる（BB戦士キットではサイズが異なるため被せられない）。
機動天空城
天空武人が残した遺産の一つ。選ばれし者が纏うことで超機動大将軍となる。機動要塞形態に変型する他、纏う者がいない場合は機動鋼神形態と天光鳳凰（シャインフェニックス）に分離する。

## ゲーム版
新SD戦国伝 機動武者大戦（プレイステーション）
リアルタイムシミュレーションRPG。超機動大将軍編と武神輝羅鋼編を繋ぐ話となっており、新SD戦国伝 七人の超将軍編、新SD戦国伝 超機動大将軍編、超SD戦国伝 武神輝羅鋼編のキャラクターと多数のオリジナルキャラクターが出演している。
主人公はオリジナルで、月影頑駄無・龍虎頑駄無・飛燕頑駄無の三人から選ぶ。